# Amtsgericht Rhein
Das Amtsgericht Rhein war ein preußisches Amtsgericht mit Sitz in Rhein, Ostpreußen.

## Geschichte
In Rhein bestand bis 1849 das Land- und Stadtgericht Rhein und danach die Gerichtskommission des Kreisgerichtes Lötzen. Im Rahmen der Reichsjustizgesetze wurden die bestehenden Gerichte aufgehoben und einheitlich Amtsgerichte gebildet. Das königlich preußische Amtsgericht Rhein wurde mit Wirkung zum 1. Oktober 1879 als eines von zehn Amtsgerichten im Bezirk des Landgerichtes Lyck im Bezirk des Oberlandesgerichtes Königsberg gebildet. Der Sitz des Gerichtes war Rhein. Sein Gerichtsbezirk umfasste Aus dem Kreis Lötzen den Stadtbezirk Rhein und die Amtsbezirke Gneist, Groß Jauer, Lawken und Orlen. Am Gericht bestand 1880 eine Richterstelle. Das Amtsgericht war damit ein kleines Amtsgericht im Landgerichtsbezirk.
Im Jahre 1945 wurden der Amtsgerichtsbezirk unter polnische Verwaltung gestellt und die deutschen Einwohner vertrieben. Damit endete auch die Geschichte des Amtsgerichtes Rhein.